# روي ويغيرله
روي ويغيرله (بالإنجليزية: Roy Wegerle)‏ (مواليد 19 مارس 1964) هو لاعب كرة قدم. يلعب مع منتخب الولايات المتحدة الأمريكية لكرة القدم. سبق له أن لعب في كأس العالم لكرة القدم مع منتخب بلاده.

## روابط خارجية
- روي ويغيرله على موقع الدوري الأمريكي (الإنجليزية)
- روي ويغيرله على موقع قاعدة بيانات كرة القدم.إي يو (الإنجليزية)
- روي ويغيرله على موقع ناشيونال فوتبول تيمز (الإنجليزية)
- روي ويغيرله على موقع Soccerway.com (الإنجليزية)
- روي ويغيرله على موقع عالم كرة القدم.نت (الإنجليزية)